# Bruno Cadoré
Fr. Bruno Cadoré, OP (nascido a 14 de Abril de 1954), é um francês padre católico romano da Ordem dos Dominicanos. Foi eleito o 87º Mestre-Geral da Ordem dos Pregadores no Capítulo Geral da Ordem em Roma, a 5 de Setembro de 2010 e desde então ex officio Grande chanceler da Angelicum em Roma. Bruno Cadoré é formado em medicina com especialização em bioética. 
Bruno Cadoré nasceu em Le Creusot, França. Era médico antes de entrar, em 1979, no noviciado da Ordem dos Pregadores. Fez profissão na Ordem em 1980 e foi ordenado sacerdote em 1986. Obteve um doutoramento em Teologia Moral em 1992. Antes de ser eleito Mestre Geral, fora por duas vezes Prior Provincial de França. Foi director do Centro de Ética da Medicina na Universidade Católica de Lille. É também chanceler do Colégio de São João de Latrão e da Universidade de São Tomás em Manila, Filipinas.

## Livros publicados[2]
- L'expérience bioéthique de la responsabilité, 1994, Ed. Artel Fides
- L’étique clinique comme philosophie contextuelle; 1997, Ed. Fidele
- Pour une bioéthique clinique; 2003, Ed. Sptentria
- Habiter et Vivre son corps, 2002, Ed. Lumen Vitae
- Bible et médecine, 2004, Presses Universitaire de Namur
- Avec Lui Écouter L'Envers Du Monde; Entretiens Avec Frédéric Mounier; 2018, Editions du Cerf
- Escutar com Dios, los latidos del mundo; 2018, Ed. San Esteban